# 榛葉昌寛
榛葉 昌寛（しんば まさひろ、1966年7月17日 - ）は、日本のテノール歌手である。

## 人物
静岡県掛川市出身。静岡県立掛川西高等学校、東京芸術大学声楽科卒業後、日本オペラ振興会オペラ歌手育成部修了。山路芳久、永澤三郎、ヴィットーリオ・テラノーヴァ、アントニオ・デ・ルチーア、ディエーゴ・ダウリアに師事。国際ロータリー財団奨学生としてイタリア国立ミラノ・ヴェルディ音楽院にて学ぶ。現在は、日本・イタリア両国を中心に広く活躍中。ミラノ在住。

## 来歴
1999年テーラモ市立劇場「椿姫」アルフレード役にてイタリア劇場デビュー。その後ブレーシャ、ミラノ、ロレート、マントヴァ、セストリ・レヴァンテなどイタリア各地で「椿姫」アルフレード役、「愛の妙薬」ネモリーノ役、「セビリアの理髪師」伯爵役、「ドン・パスクアーレ」エルネスト役、「友人フリッツ」フリッツ役、「結婚手形」エドアルド役、「ドン・ジョヴァンニ」ドン・オッターヴィオ役、「リータ」ベッペ役などに出演。2005年には、カナダ・ロイヤルオペラに「道化師」でデビュー。
2003年にはイタリア・日本文化交流オペラと題し、ローマ・オペラ座の舞台、衣裳、歌手、バレエ、指揮、演出すべてイタリア人と、掛川オペラ合唱団、静岡交響楽団による「椿姫」掛川、奈良公演をプロデュース、自らもアルフレード役にて出演した。
コンサート活動は幅広く、ベネデット・マルチェッロ交響楽団、ヴェネト交響楽団などイタリアのオーケストラと共演ほか、浜松学友協会オーケストラとのリサイタル、「第九」ソリスト、モーツァルト「レクイエム」ソリストにて、ロイヤルチェンバーオーケストラ、静岡交響楽団、京都市交響楽団と共演、ソプラノ、フランチェスカ・パタネとポンポーザ・サマーフェスティバルにてデュオコンサート、アンコーナ市立劇場デュオコンサートではソプラノ、ガブリエッラ・コスタと共演している。
2000年は国際マリア・カラス財団によりリンカーンセンター、ニューヨーク市立劇場にて開かれたマリア・カラス展“伝説の声とその女性像”のオープニングコンサートに招かれ、往年の名ソプラノ、アンナ・モッフォも同席し、日本人初のマリア・カラス賞を受賞。日本でも話題を呼んでいるフィリッパ・ジョルダーノと共演する。
2006年3月から精力的に行っているリサイタル活動は、サン・セヴェーロ市立ヴェルディ歌劇場、バーリ市立音楽堂でのイタリア初リサイタルを行い、その後ホセ・カレーラスの伴奏も務めるグイード・ガルテーリオと東京・京都イタリア文化会館から招聘され、日本4公演し、静岡ミュージアムコンサートの模様はSBS静岡放送でも放送された。そのほかサレルノ、カプリ、ブダペスト、東京、静岡、札幌でのリサイタルも好評、カプリのコンサートはイタリア紙に「パヴァロッティを彷彿させるコンサート」と絶賛された。
SBS静岡放送、文化放送、岡山山陽放送、西日本放送、高知テレビなどにも出演、親しみのあるおしゃべりが幅広いファン層を広げている。
2003年より「榛葉昌寛後援会」が発足し、事務局を地元掛川に置き、年会費2千円で多くの支持を得、2006年からは「掛川ふるさと親善大使」にも任命される。2010年4月には後援会北海道支部「北海道シンバ会」も発足。
イタリアでの日本との音楽文化国際交流にも精力的で、2005年4月ミラノ・ダル・ヴェルメ劇場、国際遺産指定のヴィチェンツァ・オリンピコ劇場にて東京ロイヤルチェンバーオーケストラ公演をプロデュース、5月掛川コール佐藤のイタリア合唱団との交流演奏会、2006年11月は高松国際ピアノコンクール優勝者をカンポバッソでモリーゼ州立オーケストラと共演させ、ミラノではヴェルディ音楽院プッチーニホールにてリサイタルを実現させる。そして2007年1月にはイタリアで生まれた楽器、オカリナの演奏会を、日本を代表するオカリナ奏者、本谷美加子を招き、ミラノ・ヴェルディ音楽院プッチーニホールとブレーシャ・フランチェスカム教会ホールに超満員の観客を集め公演を行い、2008年1月はミラノ日本領事館とゼヴィオ市共催で日本フェスティヴァルも開幕させ、ゼヴィオ市から国際親善功労賞を受賞。
機会があれば惜しみない情熱を文化交流にも注いでいる。
2007年（財）生涯学習開発財団助成金受賞、2008年から帝人（株）より舞台用エコタキシード、舞台衣装を提供されている。
2013年　中央競馬での天皇賞・秋で東京競馬場において、約10万人の大観衆を目の前に国歌独唱を行った。
2015年　プロ野球の日本シリーズ開会式において、国歌独唱を行った。